# Cine Ideal (Buenos Aires)
El Cine Ideal fue uno de los cines de la calle Suipacha en el auge de los años '30, junto con los cines Suipacha, Princesa y Biarritz (todos cerrados actualmente). Tomó su nombre de la vecina Confitería Ideal, y hoy es un cine porno y lugar de encuentros gay en Buenos Aires.
Inaugurado en plena crisis de 1930, su fachada mostraba influencias europeas y una ornamentación recargada. Algunas fuentes aseguran que fue el primer cine porteño que proyectó películas con sonido, y otras que fue la primera sala con aire acondicionado. Lo cierto es que tenía una capacidad para 800 espectadores, interiores lujosos con revestimientos de mármol de varios colores, un fumoir (sala para fumar) con decoración recargada y un proyector con sistema de sonido Radio Corp.
Luego de la decadencia del circuito de los cines de las calle Suipacha y Lavalle, el Cine Ideal devino en sala porno y se transformó en uno de los lugares preferidos de la comunidad gay para encuentros casuales. En la actualidad, el edificio está totalmente modificado y su fachada está cubierta con una marquesina de vidrio espejado que tapa la ornamentación original.